# Џордантон (Тексас)
Џордантон (енгл. Jourdanton) град је у америчкој савезној држави Тексас. Налази се у округу Атаскоса, чије је седиште. По попису становништва из 2010. у њему је живело 3.871 становника.

## Демографија
Према попису становништва из 2010. у граду је живело 3.871 становника, што је 139 (3,7%) становника више него 2000. године.
| Група             | 2000.         | 2010.         |
| Белци             | 1.656 (44,4%) | 1.689 (43,6%) |
| Афроамериканци    | 42 (1,1%)     | 19 (0,5%)     |
| Азијати           | 11 (0,3%)     | 13 (0,3%)     |
| Хиспаноамериканци | 1.973 (52,9%) | 2.120 (54,8%) |
| Укупно            | 3.732         | 3.871         |